# 西山孝
西山 孝（にしやま たかし、1924年（大正13年）3月21日 - 2002年（平成14年）7月25日）は、日本の政治家。元愛知県豊田市長（3期）。

## 来歴
愛知県出身。挙母町立青年学校で3年学ぶ。1942年（昭和17年）、名古屋高等工業学校土木科（名古屋工業大学の前身）卒業。挙母町役場に勤務。1965年（昭和40年）4月、豊田市建設部長に就任。1971年（昭和46年）4月、土木部長に就任。1975年（昭和50年）4月、助役に就任。
1975年（昭和50年）11月、豊田市長の佐藤保が健康上の理由により、任期満了に伴う市長選への不出馬を表明。次いで佐藤は、挙母町立青年学校教諭時代の教え子である西山を後継者として強く推した。自民党支部役員会の中でぜひ保守派から市長候補をという声が強く訴えられるが、領袖たる浦野幸男衆議院議員は動かず、トヨタ労組を支援母体に持つ佐藤保・渡辺武三ラインの推挙で後任人選が決まるのを傍観し続けた。佐藤の意向に同調した豊田市議会与党会派「思政クラブ議員団」は12月20日に西山に出馬を要請。
1976年（昭和51年）1月10日、助役を辞職。同年2月15日に行われた市長選に立候補し、初当選を果たした。1984年（昭和58年）に3選。
1987年（昭和62年）夏、西山は翌年の市長選を前に、市議会の与党会派「思政クラブ議員団」や地元の倉知俊彦県議会議長の支持を得るなど4選の地固めを行っていた。9月1日から2日にかけて思政クラブ議員団が上京した折、岩松文一団長と板倉猛市議は浦野烋興衆議院議員と料亭で会い、西山4選の確認をした。ところが前市長の佐藤保は4選阻止に向かって助役の加藤正一の擁立に動き始める。豊田市の樹木自治区の評議員会が、初代挙母市長の渡辺釟吉の長男で地元医師の渡辺晃に白羽の矢を立てると、佐藤は一旦加藤擁立を断念し、同年9月6日に渡辺を自宅に招き、立候補をすすめた。この間、トヨタ自動車工業元会長の花井正八は東京で浦野に「地元の情勢にうとい」と忠告。急変に驚いた浦野が豊田商工会議所会頭の定行晃に電話し、状況を問いただすという一幕もあった。
佐藤は花井正八と定行晃の力を借り西山を3期引退に追い込む。トヨタ労組が「西山4選反対」「渡辺不支持」の方針を打ち出すと西山支持派は腰砕けになり、10月8日、西山は次期市長選不出馬を表明した。渡辺も立候補を断念し、後任の市長には、佐藤の当初の思惑どおり助役の加藤正一が就任した。
1990年（平成2年）3月3日、豊田市名誉市民に推挙される。1994年（平成6年）4月29日、勲四等旭日小綬章を受章。
2002年（平成147年）7月25日、前立腺がんのため死去。78歳没。

## 市政

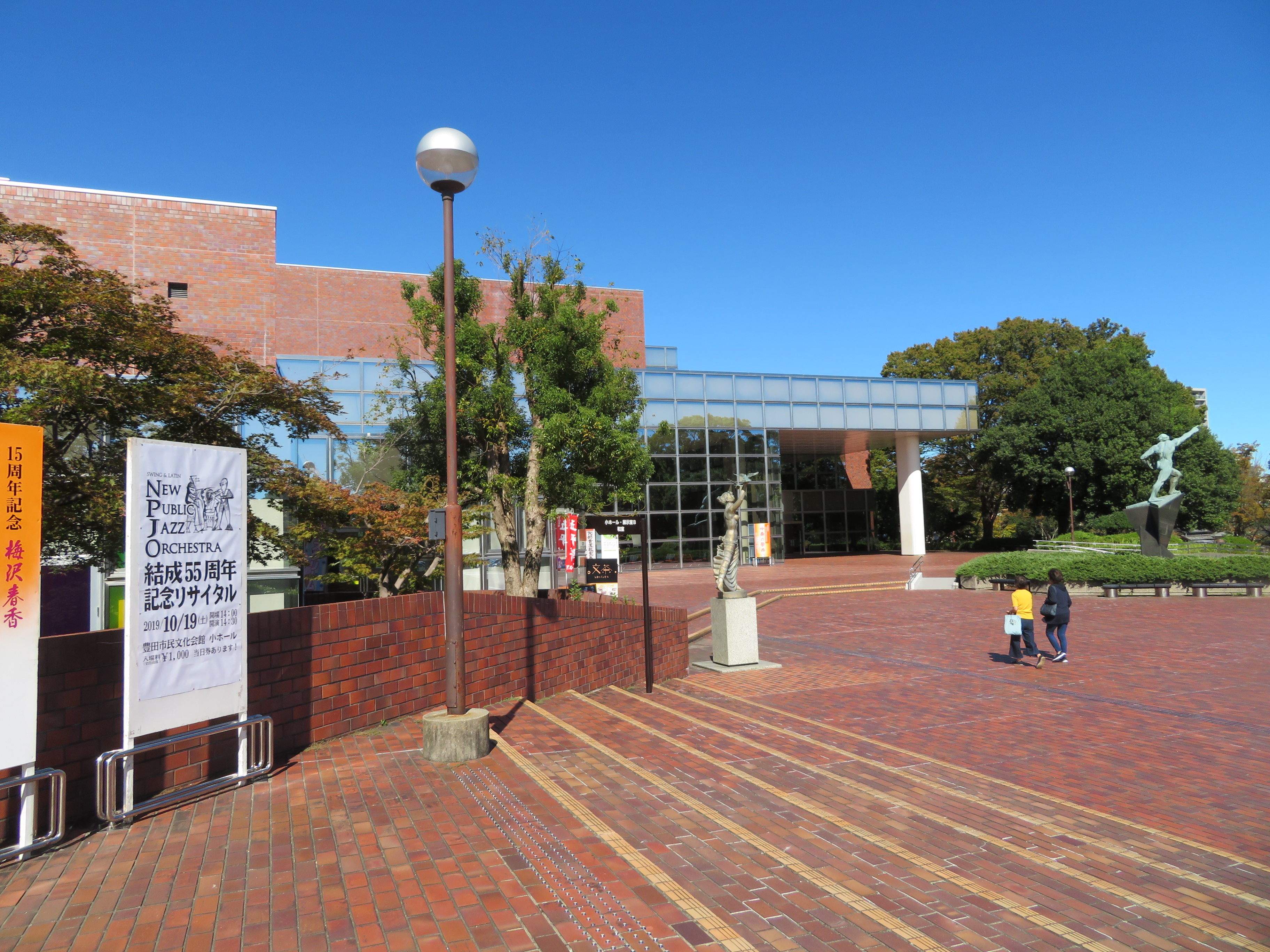
豊田市民文化会館（1975年11月に豊田市文化芸術センターとしてオープン。1981年に改称）

都市基盤の整備
豊田地域医療センター、豊田市民文化会館、豊田市公設地方卸売市場、豊田市青少年センター、障がい者総合福祉会館「サン・アビリティーズ豊田」、豊田産業文化センター、豊田市森林会館、豊田市民芸館などを開設し、都市基盤の整備に貢献した。
鞍ケ池ゴルフ場無償譲渡問題
挙母市から市名変更した1959年（昭和34年）、豊田商工会議所など地元財界が中心となって「豊田市内にもゴルフ場を」との機運が高まった。豊田市による市東部開発計画が進む中、トヨタ自動車は市内岩滝町でのゴルフ場建設に乗り出し、1963年（昭和38年）、豊田鞍ヶ池開発株式会社を設立。同社は愛知県に県有林の払い下げを希望するが、県は許可をしなかった。同社は、長坂貞一市長、都市計画課長だった西山らと策を練り、一旦岩滝町の土地を豊田市に払下げを行わせ、それが実現した際には豊田鞍ヶ池開発が継続的に使用、収益することができると共に、将来、譲渡を受ける際の取り扱いを定めた契約を豊田市と締結した。市は県から岩滝町の土地を購入した。
1964年（昭和39年）11月11日、「豊田カントリー倶楽部」が開場。豊田鞍ヶ池開発は無償でゴルフ場の土地を使用。市は隣接する岩滝町と矢並町の一帯を「鞍ケ池公園」として整備。
1985年（昭和60年）2月25日、市長3期目の西山は都市公園の区域変更を決定し、豊田カントリー倶楽部が使用している市有地9万坪の供用を廃止して、普通財産に転化した。同年3月27日、豊田鞍ヶ池開発は契約の内容どおり、当該市有地を市から無償で譲り受けた。これに対し、日本共産党豊田市委員会の柴田隆一委員長らは同年4月から2回にわたり、「市有地の無償払い下げは違法」として同市監査委員会に監査請求を提出したが、2回とも棄却された。同年7月17日、柴田を代表とする約200名の原告団は、地方自治法、都市公園法16条の規定に違反するとして、西山と豊田鞍ヶ池開発に対し「90億円（坪当たり10万円×9万坪）の損害賠償を豊田市に支払え」と請求する行政訴訟を起こした。
万灯山事件
1985年（昭和60年）9月の豊田市議会の定例会で、日本共産党の外山正孝市議は、豊田市土地開発公社が異常な高値で土地を購入したとして、同公社を追及。1987年（昭和62年）11月20日には豊田市社会部長が逮捕され、11月21日からは豊田市役所の一斉捜索が行われた。舞台となった万灯山（豊田市小坂町の毘森公園の一部）の名前をとって「万灯山事件」と呼ばれたこの汚職事件において、地元紙の新三河タイムスは西山が深く関与しているとして、行政・議会・地元有力者の癒着を明らかにした。しかし西山まで司直の手が及ぶことはなかった。